# Juan VI de Nassau-Dillenburg
Juan VI, conde de Nassau-Dillenburg (Wiesbaden, 22 de noviembre de 1535 - Dillenburg, 8 de octubre de 1606), llamado el Viejo. Desde 1559 gobernó a Nassau-Dillenburg y fue descrito como "el mejor regente que Nassau haya poseído". Tiene un lugar especial en la historia de los Países Bajos porque es el antepasado de línea masculina de la Casa de Orange-Nassau, que gobernó ese país hasta 1898.

## Vida
Fue el segundo hijo del matrimonio formado por Guillermo I de Nassau-Dillenburg y Juliana de Stolberg; fue hermano de Guillermo de Orange.
El futuro Juan VI estudió en Estrasburgo. Su hermano mayor, Guillermo, se había convertido en heredero del Principado de Orange, por lo que Juan sucedió a su padre en las posesiones alemanas de los Nassau cuando este murió en 1559. Esto lo convirtió en Conde de Nassau-Dillenburg, de Nassau-Katzenelnbogen, y de Nassau-Dietz, de Nassau-Siegen y de Nassau-Hadamar. Juan también heredó Beilstein, cuando en 1561 falleció el conde Juan III de Nassau-Beilstein y la rama Nassau-Beilstein se extinguió.

### Matrimonios e hijos
Juan VI casó tres veces:
El 16 de junio de 1559 con Isabel de Leuchtenberg (1537-1579), hija del landgrave Jorge III de Leuchtenberg y de Bárbara de Brandenburgo-Ansbach-Kulmbach (nieta materna de Casimiro IV Jagellón, rey de Polonia y gran duque de Lituania), con quien tuvo los siguientes hijos:
- Guillermo Luis de Nassau-Dillenburg (1560-1620), gobernador de Frisia (Groningen) y conde de Nassau-Dillenburg, casado con su prima Ana de Orange-Nassau, hija de su tío Guillermo y de Ana de Sajonia, sin descendencia.
- Juan VII de Nassau-Dillenburg (1561-1623), conde de Nassau-Siegen (con el nombre de Juan I), casado en primeras nupcias con Magdalena de Waldeck (hija del conde Felipe IV de Waldeck y de Juta de Isenburg-Grenzau), con la cual tuvo 12 hijos, y en segundas nupcias con Margarita de Schleswig-Holstein-Sonderburg (hija del duque Juan II de Schleswig-Holstein-Sonderburg y de Isabel de Brunswick-Grubenhagen y nieta paterna de Cristián III de Dinamarca y de Norurega), con la cual tuvo 13 hijos.
- Jorge de Nassau-Dillenburg (1562-1623), conde de Nassau-Beilstein y, tras la muerte de su hermano Guillermo Luis, conde de Nassau-Dillenburg, casado en primeras nupcias con Ana Amalia de Nassau-Saarbrücken (hija única del conde Felipe IV de Nassau-Weilburg y III de Nassau-Saarbrücken y de Erika de Manderscheid-Blankenheim), con la cual tuvo 15 hijos, y en segundas nupcias con Amalia de Sayn-Wittgenstein (hija del conde Luis I de Sayn-Wittgenstein y de la condesa Isabel de Solms-Laubach), con la cual tuvo una sola hija.
- Isabel de Nassau-Dillenburg (1564-1611), casada en 1583 con el conde Felipe IV de Nassau-Weilburg y III de Nassau-Saarbrücken y en 1603 con el conde Wolfgang Ernesto I de Isenburgo-Büdingen.
- Juliana de Nassau-Dillenburg (1565-1630), casada en 1588 em primeras nupcias con Adolfo Enrique de Dhaun y en 1619 en segundas nupcias con el conde Juan Alberto I de Solms-Braunfels.
- Felipe de Nassau-Dillenburg (1566-1595), conde de Nassau-Katzenelnbogen, Vianden y Nassau-Dietz, murió en combate.
- María de Nassau-Dillenburg (1568-1625), casada en 1588 con el conde Juan Luis I de Nassau-Wiesbaden-Idstein.
- Ana Sibila de Nassau-Dillenburg (1569-1576).
- Matilde de Nassau-Dillenburg (1570-1625), casada en 1592 con el conde Guillermo V de Mansfeld-Arnstein.
- Alberto (1572), muerto en la infancia.
- Ernesto Casimiro de Nassau-Dillenburg (1573-1632), conde de Nassau-Dietz (con el nombre de Ernesto Casimiro I), estatúder de Frisia (1620) y estatúder de Groninga y de Drenthe (1625), casada con Sofía Eduviges de Brunswick-Luneburgo (hija del duque Enrique Julio de Brunswick-Luneburgo y de Isabel de Dinamarca), con la que tuvo 9 hijos, Ernesto Casimiro I de Nassau-Dietz cayó en combate. Es a través de Ernesto Casimiro que desciende la actual familia real de los Países Bajos.
- Luis Gontrán de Nassau-Dillenburg (1575-1604), conde de Nassau-Katzenelnbogen, casado con Anna Margareta de Manderscheid-Gerolstein, con la cual no tuvo descendencia.

El 13 de septiembre de 1580 se casó con Cunegunda Jacoba del Palatinado (1556-1586), hija del elector Federico III del Palatinado y de María de Brandeburgo-Kulmbach (hija, a su vez, de Susana de Baviera), con quien tuvo dos hijas:
- Amalia de Nassau-Dillenburg (1582-1635), casada en 1600 con el conde Guillermo I de Solms-Braunsfeld-Greiffenstein.
- Cunegunda de Nassau-Dillenburg (1583-1584), muerta en la infancia.

El 14 de junio de 1586 casó con Johannetta de Sayn-Wittgenstein (1561-1622), hija del conde Luis I de Sayn-Wittgenstein y de la condesa Ana de Solms-Braunfels, con quien tuvo los siguientes hijos:
- Jorge Luis (1588), muerto en la infancia.
- Juan Luis de Nassau-Dillenburg (1590-1653), conde de Nassau-Hadamar, casado con la condesa Úrsula de Lippe (hija del conde Simón VI de Lippe y de Isabel de Schaumburg), con la que tuvo 14 hijos, de los cuales 6 sobrevivieron a la infancia.
- Johannetta Isabel de Nassau-Dillenburg (1593-1654), casada en 1616 con el conde Conrado Gumberto de Bentheim-Limburg.
- Ana de Nassau-Dillenburg (1594-1660), casada en 1619 con el conde Felipe Ernesto de Isenburg-Birstein.
- Magdalena de Nassau-Dillenburg (1595-1633), casada en 1624 con el conde Jorge Alberto I de Erbach.
- Ana Amalia de Nassau-Dillenburg (1599-1667), casada en 1648 con el conde Guillermo Otón de Isenburg-Birstein.
- Juliana (1602), muerta en la infancia.

## Vida pública
Juan VI, desde que asumió el gobierno en 1559, intentó establecer una organización administrativa integral. En 1562 reguló la Haubergwirtschaft de las tierras de Siegen a través de las reglamentaciones madereras y forestales. Desde 1572 y finalmente en 1577 Juan VI y sus súbditos abjuraron del luteranismo para abrazar el credo calvinista.
En 1582, ante la insistencia de sus súbditos, emitió un mandato de brujería, que fue comparativamente cauteloso, requirió una investigación detallada, incluyendo los hechos exonerables, y no permitió litigios locales independientes. El propio conde no era partidario de la caza de brujas, pero pensaba que la magia era posible. Durante su reinado de casi 50 años, se llevaron a cabo 70 juicios por brujería, que resultaron en 40 ejecuciones, incluidos tres suicidios; este total está muy por debajo de los gobernantes circundantes.
En 1584 Juan VI fundó la Academia Herborn como el centro espiritual del calvinismo. Revitalizó la Asociación de Condes Imperiales de Wetter, del cual se convirtió en líder. Inició una "Landrettungswerk" (milicia), que se iba a extender a los países vecinos, al igual que intentaba lograr una unión política de todas las clases protestantes. 
Apoyó a su hermano Guillermo no solo políticamente, sino también financieramente. Dio refugio a su familia cuando tuvieron que huir de los Países Bajos antes del estallido de la Guerra de los Ochenta Años. En nombre de su hermano, estuvo involucrado en la detención y extradición de la segunda esposa de Guillermo, Ana de Sajonia, y en el encarcelamiento de su abogado Jan Rubens, quien fue acusado de tener una relación amorosa con Ana, y luego fue responsable de la crianza de su hija Cristina von Diez, la cual vio a Juan como un padre sustituto. Fue Estatúder de Güeldres entre 1578 y 1581 y de Frisia entre 1599 y 1606. Fue el principal artífice de la Unión de Utrecht en 1579. Tras la estabilización de la situación en Holanda, Juan reclamó la devolución de los préstamos concedidos para la guerra contra España. Este reembolso se acordó en 1594, pero solo pudo completarse después de 30 años.
Tres de sus hijos y cuatro de sus hermanos murieron durante la liberación de Holanda. Fue el único de sus hermanos que murió de causas naturales a los 69 años.

## Ancestros
| \| \| \| \| \| \| \| \| \| \| \| \| \| \| \| \| \| \| \| \| 8. Juan IV de Nassau \| \| \| \| \| \| \| \| \| \| \| \| \| \| \| \| \| \| \| \| \| \| \| \| \| \| \| \| \| \| \| \| \| \| \| \| \| \| \| \| \| \| \| \| \| \| \| \| \| \| \| \| \| \| 4. Juan V de Nassau-Dillenburg \| \| \| \| \| \| \| \| \| \| \| \| \| \| \| \| \| \| \| \| \| \| \| \| \| \| \| \| \| \| \| \| \| \| \| \| \| \| \| \| \| \| \| \| \| \| \| \| \| \| \| \| \| \| 9. María de Loon-Heinsberg \| \| \| \| \| \| \| \| \| \| \| \| \| \| \| \| \| \| \| \| \| \| \| \| \| \| \| \| \| \| \| \| \| \| \| \| \| \| \| \| \| \| \| \| \| \| \| \| \| \| \| \| \| \| 2. Guillermo I de Nassau-Dillenburg \| \| \| \| \| \| \| \| \| \| \| \| \| \| \| \| \| \| \| \| \| \| \| \| \| \| \| \| \| \| \| \| \| \| \| \| \| \| \| \| \| \| \| \| \| \| \| \| \| \| \| \| \| \| 10. Enrique III de Hesse-Marburg \| \| \| \| \| \| \| \| \| \| \| \| \| \| \| \| \| \| \| \| \| \| \| \| \| \| \| \| \| \| \| \| \| \| \| \| \| \| \| \| \| \| \| \| \| \| \| \| \| \| \| \| \| \| 5. Isabel de Hesse-Marburg \| \| \| \| \| \| \| \| \| \| \| \| \| \| \| \| \| \| \| \| \| \| \| \| \| \| \| \| \| \| \| \| \| \| \| \| \| \| \| \| \| \| \| \| \| \| \| \| \| \| \| \| \| \| 11. Ana de Katzenelnbogen \| \| \| \| \| \| \| \| \| \| \| \| \| \| \| \| \| \| \| \| \| \| \| \| \| \| \| \| \| \| \| \| \| \| \| \| \| \| \| \| \| \| \| \| \| \| \| \| \| \| \| \| \| \| 1. Juan VI de Nassau-Dillenburg \| \| \| \| \| \| \| \| \| \| \| \| \| \| \| \| \| \| \| \| \| \| \| \| \| \| \| \| \| \| \| \| \| \| \| \| \| \| \| \| \| \| \| \| \| \| \| \| \| \| \| \| \| \| 12. Enrique IX de Stolberg \| \| \| \| \| \| \| \| \| \| \| \| \| \| \| \| \| \| \| \| \| \| \| \| \| \| \| \| \| \| \| \| \| \| \| \| \| \| \| \| \| \| \| \| \| \| \| \| \| \| \| \| \| \| 6. Bodo VIII de Stolberg-Wernigerode \| \| \| \| \| \| \| \| \| \| \| \| \| \| \| \| \| \| \| \| \| \| \| \| \| \| \| \| \| \| \| \| \| \| \| \| \| \| \| \| \| \| \| \| \| \| \| \| \| \| \| \| \| \| 13. Matilda de Mansfeld \| \| \| \| \| \| \| \| \| \| \| \| \| \| \| \| \| \| \| \| \| \| \| \| \| \| \| \| \| \| \| \| \| \| \| \| \| \| \| \| \| \| \| \| \| \| \| \| \| \| \| \| \| \| 3. Juliana de Stolberg \| \| \| \| \| \| \| \| \| \| \| \| \| \| \| \| \| \| \| \| \| \| \| \| \| \| \| \| \| \| \| \| \| \| \| \| \| \| \| \| \| \| \| \| \| \| \| \| \| \| \| \| \| \| 14. Felipe I de Eppstein-Königstein \| \| \| \| \| \| \| \| \| \| \| \| \| \| \| \| \| \| \| \| \| \| \| \| \| \| \| \| \| \| \| \| \| \| \| \| \| \| \| \| \| \| \| \| \| \| \| \| \| \| \| \| \| \| 7. Ana de Eppstein-Königstein \| \| \| \| \| \| \| \| \| \| \| \| \| \| \| \| \| \| \| \| \| \| \| \| \| \| \| \| \| \| \| \| \| \| \| \| \| \| \| \| \| \| \| \| \| \| \| \| \| \| \| \| \| \| 15. Luisa de la Marck \| \| \| \| \| \| \| \| \| \| \| \| \| \| \| \| \| \| \| \| \| \| \| \| \| \| \| \| \| \| \| \| \| \| \| \| \| \| \| \| \| \| \| \| \| \| \| \| \| \| \| \| |                                      |  |  |  |  |  |  |  |  |  |  |  |  |  |  |  |
| |                                      |  |  |  |  |  |  |  |  |  |  |  |  |  |  |  |
| | 8. Juan IV de Nassau                 |  |  |  |  |  |  |  |  |  |  |  |  |  |  |  |
| |                                      |  |  |  |  |  |  |  |  |  |  |  |  |  |  |  |
| |                                      |  |  |  |  |  |  |  |  |  |  |  |  |  |  |  |
| | 4. Juan V de Nassau-Dillenburg       |  |  |  |  |  |  |  |  |  |  |  |  |  |  |  |
| |                                      |  |  |  |  |  |  |  |  |  |  |  |  |  |  |  |
| |                                      |  |  |  |  |  |  |  |  |  |  |  |  |  |  |  |
| | 9. María de Loon-Heinsberg           |  |  |  |  |  |  |  |  |  |  |  |  |  |  |  |
| |                                      |  |  |  |  |  |  |  |  |  |  |  |  |  |  |  |
| |                                      |  |  |  |  |  |  |  |  |  |  |  |  |  |  |  |
| | 2. Guillermo I de Nassau-Dillenburg  |  |  |  |  |  |  |  |  |  |  |  |  |  |  |  |
| |                                      |  |  |  |  |  |  |  |  |  |  |  |  |  |  |  |
| |                                      |  |  |  |  |  |  |  |  |  |  |  |  |  |  |  |
| | 10. Enrique III de Hesse-Marburg     |  |  |  |  |  |  |  |  |  |  |  |  |  |  |  |
| |                                      |  |  |  |  |  |  |  |  |  |  |  |  |  |  |  |
| |                                      |  |  |  |  |  |  |  |  |  |  |  |  |  |  |  |
| | 5. Isabel de Hesse-Marburg           |  |  |  |  |  |  |  |  |  |  |  |  |  |  |  |
| |                                      |  |  |  |  |  |  |  |  |  |  |  |  |  |  |  |
| |                                      |  |  |  |  |  |  |  |  |  |  |  |  |  |  |  |
| | 11. Ana de Katzenelnbogen            |  |  |  |  |  |  |  |  |  |  |  |  |  |  |  |
| |                                      |  |  |  |  |  |  |  |  |  |  |  |  |  |  |  |
| |                                      |  |  |  |  |  |  |  |  |  |  |  |  |  |  |  |
| | 1. Juan VI de Nassau-Dillenburg      |  |  |  |  |  |  |  |  |  |  |  |  |  |  |  |
| |                                      |  |  |  |  |  |  |  |  |  |  |  |  |  |  |  |
| |                                      |  |  |  |  |  |  |  |  |  |  |  |  |  |  |  |
| | 12. Enrique IX de Stolberg           |  |  |  |  |  |  |  |  |  |  |  |  |  |  |  |
| |                                      |  |  |  |  |  |  |  |  |  |  |  |  |  |  |  |
| |                                      |  |  |  |  |  |  |  |  |  |  |  |  |  |  |  |
| | 6. Bodo VIII de Stolberg-Wernigerode |  |  |  |  |  |  |  |  |  |  |  |  |  |  |  |
| |                                      |  |  |  |  |  |  |  |  |  |  |  |  |  |  |  |
| |                                      |  |  |  |  |  |  |  |  |  |  |  |  |  |  |  |
| | 13. Matilda de Mansfeld              |  |  |  |  |  |  |  |  |  |  |  |  |  |  |  |
| |                                      |  |  |  |  |  |  |  |  |  |  |  |  |  |  |  |
| |                                      |  |  |  |  |  |  |  |  |  |  |  |  |  |  |  |
| | 3. Juliana de Stolberg               |  |  |  |  |  |  |  |  |  |  |  |  |  |  |  |
| |                                      |  |  |  |  |  |  |  |  |  |  |  |  |  |  |  |
| |                                      |  |  |  |  |  |  |  |  |  |  |  |  |  |  |  |
| | 14. Felipe I de Eppstein-Königstein  |  |  |  |  |  |  |  |  |  |  |  |  |  |  |  |
| |                                      |  |  |  |  |  |  |  |  |  |  |  |  |  |  |  |
| |                                      |  |  |  |  |  |  |  |  |  |  |  |  |  |  |  |
| | 7. Ana de Eppstein-Königstein        |  |  |  |  |  |  |  |  |  |  |  |  |  |  |  |
| |                                      |  |  |  |  |  |  |  |  |  |  |  |  |  |  |  |
| |                                      |  |  |  |  |  |  |  |  |  |  |  |  |  |  |  |
| | 15. Luisa de la Marck                |  |  |  |  |  |  |  |  |  |  |  |  |  |  |  |
| |                                      |  |  |  |  |  |  |  |  |  |  |  |  |  |  |  |
| |                                      |  |  |  |  |  |  |  |  |  |  |  |  |  |  |  |

| Predecesor: Guillermo I | Conde de Nassau-Dillenburg 1559-1606               | Sucesor: Guillermo Luis (Como conde de Nassau-Dillenburg) Juan VII (Como conde de Nassau-Siegen) Ernesto Casimiro (Como conde de Nassau-Dietz) Juan Luis (Como conde de Nassau-Hadamar) |
| Predecesor: Juan III    | Conde de Nassau-Beilstein (como Juan IV) 1561-1606 | Sucesor: Jorge |